# 沖縄青年師範学校
| 沖縄青年師範学校 （沖縄青師） | 沖縄青年師範学校 （沖縄青師） |
| ----------------------------- | ----------------------------- |
| 創立                          | 1944年                        |
| 所在地                        | 沖縄県北谷村 （現・嘉手納町） |
| 初代校長                      | 島袋俊一                      |
| 廃止                          | 1945年（法制上は1949年）      |
| 後身校                        |                               |
| 同窓会                        |                               |

沖縄青年師範学校 （おきなわせいねんしはんがっこう） は、1944年 （昭和19年） に設立された青年師範学校（青師）である。

## 概要
- 1935年設立の沖縄県立青年学校教員養成所の官立移管により設立された。
- 沖縄戦により壊滅し、事実上廃校となった。したがって新制国立大学の学部に改組されたその他の青師と異なり、唯一戦後の新制大学への継承関係を持たない青年師範学校となっている。

## 沿革
- 1935年4月： 沖縄県立青年学校教員養成所として設立 （2年制、隔年募集）。
- 1938年： 毎年募集に変更。臨時養成科 （1年制） を設置。
- 1944年4月1日： 官立移管され、沖縄青年師範学校設置 （3年制）。

青年師範学校は沖縄戦で壊滅して事実上廃校となったが、法制上ではその後も設置されており、1949年（昭和24年）の国立学校設置法施行により名実ともに廃止された。

## 歴代校長
沖縄県立青年学校教員養成所
- 所長： 近藤時太郎 （1935年4月 - 1941年9月）
  - 沖縄県立農林学校校長 （兼任）
- 所長： 島袋俊一 （1941年9月 - 1944年3月）
  - 前・八重山農学校校長

官立沖縄青年師範学校
- 校長： 島袋俊一 （1944年4月 - ）
  - 1946年、中部農林高等学校初代校長に就任
- 校長事務取扱： 中村精行（不詳 - 1947年2月6日[2]）
- 校長事務代理： 銅直勇（1947年2月6日[2] - ）

## 校地の変遷と継承
前身の沖縄県立青年学校教員養成所は、北谷村嘉手納 （現・嘉手納町） にあった沖縄県立農林学校 （現 沖縄県立北部農林高等学校・中部農林高等学校の源流） に併設された。官立沖縄青年師範学校は引き続き嘉手納校地を使用した （詳細未詳）。1945年3月21日、沖縄県立農林学校校舎はアメリカ軍の攻撃で焼失しており、青年師範学校校舎も共に焼失したとみられる。
沖縄県立農林学校の跡地は、1953年から嘉手納町立嘉手納中学校となっている。